# Kamień nad Obem
Kamień nad Obem (ros. Камень-на-Оби) (do 1933 roku Kamień) – miasto w azjatyckiej części Rosji, w Kraju Ałtajskim, centrum administracyjne rejonu kamieńskiego.
Miasto położone jest na lewym brzegu rzeki Ob, powyżej sztucznego Zalewu Nowosibirskiego (Обско́е море), 208 km od Barnaułu. Przez miasto przebiega linia kolejowa.
Założony jako osada w 1751 roku, od 1915 status miasta pod nazwą Kamień (Камень). W 1933 przemianowany na Kamień nad Obem.
Tutaj urodził się ukraiński snycerz pochodzenia rosyjskiego Władimir Uszakow.